# Wymuszone małżeństwo
Wymuszone małżeństwo (ang. forced marriage) – taki związek małżeński, który został zawarty wbrew woli jednej ze stron (przeważnie kobiety). Wymuszone małżeństwo różni się od małżeństw takich jak pod przymusem czy za namową rodziny. Małżeństwa tego typu były powszechne w całej Europie średniowiecznej jak i później (jedno z najsłynniejszych małżeństw w historii Polski to związek św. Jadwigi z Jagiełłą). Obecnie ten problem dotyczy przede wszystkim Azji i Afryki. 
Takie formy związków są niezgodne z prawami człowieka.
Konwencja z 1956 r. w sprawie zniesienia niewolnictwa, handlu niewolnikami oraz zbliżonych instytucji i praktyk zabrania zmuszania do małżeństwa w art. 1 c). Art. 2 w celu położenia kresu takiemu przymusowi zobowiązuje strony ustanowić gdzie należy odpowiednią dolną granicę wieku zawierania małżeństw, zachęcać do stosowania takich środków, dzięki którym obie strony wstępujące w związek małżeński miałyby możność swobodnego wyrażania zgody na dany związek w obecności właściwej świeckiej osoby urzędowej albo przedstawiciela wyznania, oraz nakłaniać do rejestracji małżeństw. Konwencja w sprawie zgody na zawarcie małżeństwa, najniższego wieku małżeńskiego i rejestracji małżeństw w art. 1 stawia warunek małżeństwo nie może być prawnie zawarte bez pełnej i swobodnej zgody obu stron. Międzynarodowy Pakt Praw Obywatelskich i Politycznych w art. 23 głosi żaden związek małżeński nie może być zawarty bez swobodnie wyrażonej i pełnej zgody przyszłych małżonków. Konwencja w sprawie likwidacji wszelkich form dyskryminacji kobiet w art. 16 zobowiązuje strony, że zapewnią dla kobiet, na warunkach równości z mężczyznami m.in. równe prawo zawierania małżeństwa i równe prawo swobodnego wyboru małżonka i zawierania małżeństwa wyłącznie za własną swobodną i pełną zgodą. Konwencja o zapobieganiu i zwalczaniu przemocy wobec kobiet i przemocy domowej w art. 37 zobowiązuje strony, by działania polegające na zmuszaniu osoby dorosłej lub dziecka do zawarcia małżeństwa podlegały odpowiedzialności karnej, zaś art. 32 by strony zapewniły, że małżeństwa zawarte pod przymusem mogą zostać unieważnione, anulowane lub rozwiązane bez nieuzasadnionego obciążenia finansowego lub administracyjnego dla ofiary.
W Polsce wymuszone małżeństwo może zostać unieważnione, jeżeli oświadczenie o wstąpieniu w związek małżeński zostało złożone pod wpływem bezprawnej groźby drugiej strony lub osoby trzeciej, jeżeli z okoliczności wynika, że składający oświadczenie mógł się obawiać, że jemu samemu lub innej osobie grozi poważne niebezpieczeństwo osobiste (at. 151 § 1 pkt. 3 k.r.o.). Unieważnienia małżeństwa w takim przypadku może żądać małżonek, który złożył oświadczenie dotknięte wadą. Nie można jednak żądać unieważnienia małżeństwa po upływie 6 miesięcy od ustania obawy wywołanej groźbą – a w każdym wypadku po upływie lat 3 od zawarcia małżeństwa.